# James Slipper
James A. Slipper (Gold Coast, 6 giugno 1989) è un rugbista a 15 australiano, che gioca nel ruolo di pilone nei Brumbies, franchigia australiana di Super Rugby.

## Biografia
Proveniente da Gold Coast, città del Queensland, entrò a far parte della franchise dei Reds nel Super 14 2010; alla fine della stagione esordì negli Wallabies in un test match contro l'Inghilterra a Perth.
Nella stagione successiva fu uno dei giocatori chiave nella stagione regolare di Super 15, ma a causa di un infortunio alla caviglia non poté giocare i play-off al termine dei quali i Reds vinsero il titolo; parimenti, fu costretto a saltare il Tri Nations 2011 che l'Australia vinse.
Ad agosto, rimessosi dall'infortunio e prima della Coppa del Mondo di rugby 2011 cui fu convocato, Slipper rinnovò per due stagioni il suo contratto con la federazione e i Reds fino a tutto il 2013, impegno poi ulteriormente prolungato.
Nel 2015 fu designato capitano dei Reds dopo aver ricoperto il ruolo di vice-capitano nella stagione precedente; a settembre, in un incontro di preparazione alla Coppa del Mondo di rugby 2015, fu capitano in un test match a Chicago contro gli Stati Uniti.
Successivamente prese parte alla competizione mondiale in cui giunse alla finale, dove l'Australia fu sconfitta dalla Nuova Zelanda.
Nel settembre del 2016 fece il suo esordio nel campionato nazionale australiano con la maglia di Queensland Country.

## Palmarès
- Super Rugby: 1
Reds: 2011
- Rugby Championship: 1
Australia: 2015
- National Rugby Championship: 1
Queensland Country: 2017
- Super Rugby AU: 1
Brumbies: 2020